# Brooke Peris
Pour les articles homonymes, voir Peris.
Brooke Peris, née le 16 janvier 1993 à Darwin, est une joueuse de hockey sur gazon australienne. Elle évolue au poste d'attaquante au NT Pearls et avec l'équipe nationale australienne.
Elle a participé aux Jeux olympiques d'été de 2016,, et 2020.

## Carrière

### Coupe du monde
- Top 8 : 2018

### Coupe d'Océanie
- : 2013, 2015, 2017
- : 2019

### Jeux olympiques
- Top 8 : 2016, 2020